# Gay Counseling
Unter Gay Counseling wird ein zielgruppenspezifischer psychosozialer Beratungs- und Therapieansatz verstanden, den es in Deutschland seit Mitte der 1970er Jahre gibt. Dieser Ansatz ging aus der Schwulen- und Lesbenbewegung hervor. Sein primäres Ziel ist die Förderung und Akzeptanz homosexueller Lebensentwürfe angesichts erfahrener und vermeintlicher gesellschaftlicher Diskriminierung – die als Ursache für die erlebten Schwierigkeiten betrachtet wird. Ratsuchende sollen im Rahmen ihres Coming-outs lernen, sich mit ihrer Homosexualität anzunehmen und selbstbewusst zu behaupten.
Vom Therapeuten beziehungsweise Berater werden bedingungslose Akzeptanz sowie einfühlendes Verständnis homosexueller Lebensentwürfe vorausgesetzt. Es wird davon ausgegangen, dass nur selbst Betroffene als offen homosexuelle Vorbilder Ratsuchenden glaubwürdig Hilfe anbieten können, da sie aufgrund vertiefter Selbsterfahrung sich ihrer eigenen homosexuellen und homophoben Anteile bewusst sind und diese nutzen können.
Das diesbezügliche Angebot hat sich bereits in vielen deutschen Städten mit Hilfe staatlicher Unterstützung etablieren können. Als Beispiel für eine solche Beratungseinrichtung sei die Schwulenberatung im Magnus Hirschfeld Centrum (mhc) in Hamburg genannt, zu dessen Angebotsspektrum unter anderem gehören:
- Telefonische, persönliche und Mailberatung für Einzelne und Paare
- Hilfe bei Coming-out-Problemen
- Thematische Selbsterfahrungs- und Selbsthilfegruppen
- Vermittlung in Therapie, zu Ärzten und Rechtsanwälten
- Veranstaltungen zu unterschiedlichen Themen des schwulen Lebens
- Unterstützung der Vernetzung innerhalb der Subkultur